# Pomacanthus
Pomacanthus är ett släkte i familjen kejsarfiskar. Släktet omfattar 13 arter.De förekommer bland annat vid Sri Lanka och Maldiverna, samt i vattnen kring ön Sipadan i Malaysia. Flera av arterna är relativt vanliga i saltvattenakvarium. Hos de flesta arterna skiljer sig de könsmogna individernas färgteckning mycket från ungdjurens.

## Arter
- Cirkelkejsarfisk, Pomacanthus annularis (Bloch, 1787)
- Svart kejsarfisk, Pomacanthus arcuatus (Linné, 1758)
- Pomacanthus asfur (Forsskål, 1775)
- Pomacanthus chrysurus (Cuvier, 1831)
- Nikobarkejsare, Äkta kejsarfisk, Pomacanthus imperator (Bloch, 1787)
- Halvmånekejsare, Pomacanthus maculosus (Forsskål, 1775)
- Drömkejsarfisk, Pomacanthus navarchus (Cuvier, 1831)
- Fransk ängelfisk, Pomacanthus paru (Bloch, 1787)
- Pomacanthus rhomboides (Gilchrist & Thompson, 1908)
- Korankejsarfisk, Pomacanthus semicirculatus (Cuvier, 1831)
- Pomacanthus sexstriatus (Cuvier, 1831)
- Pomacanthus xanthometopon (Bleeker, 1853)
- Pomacanthus zonipectus (Gill, 1862)

## Källor

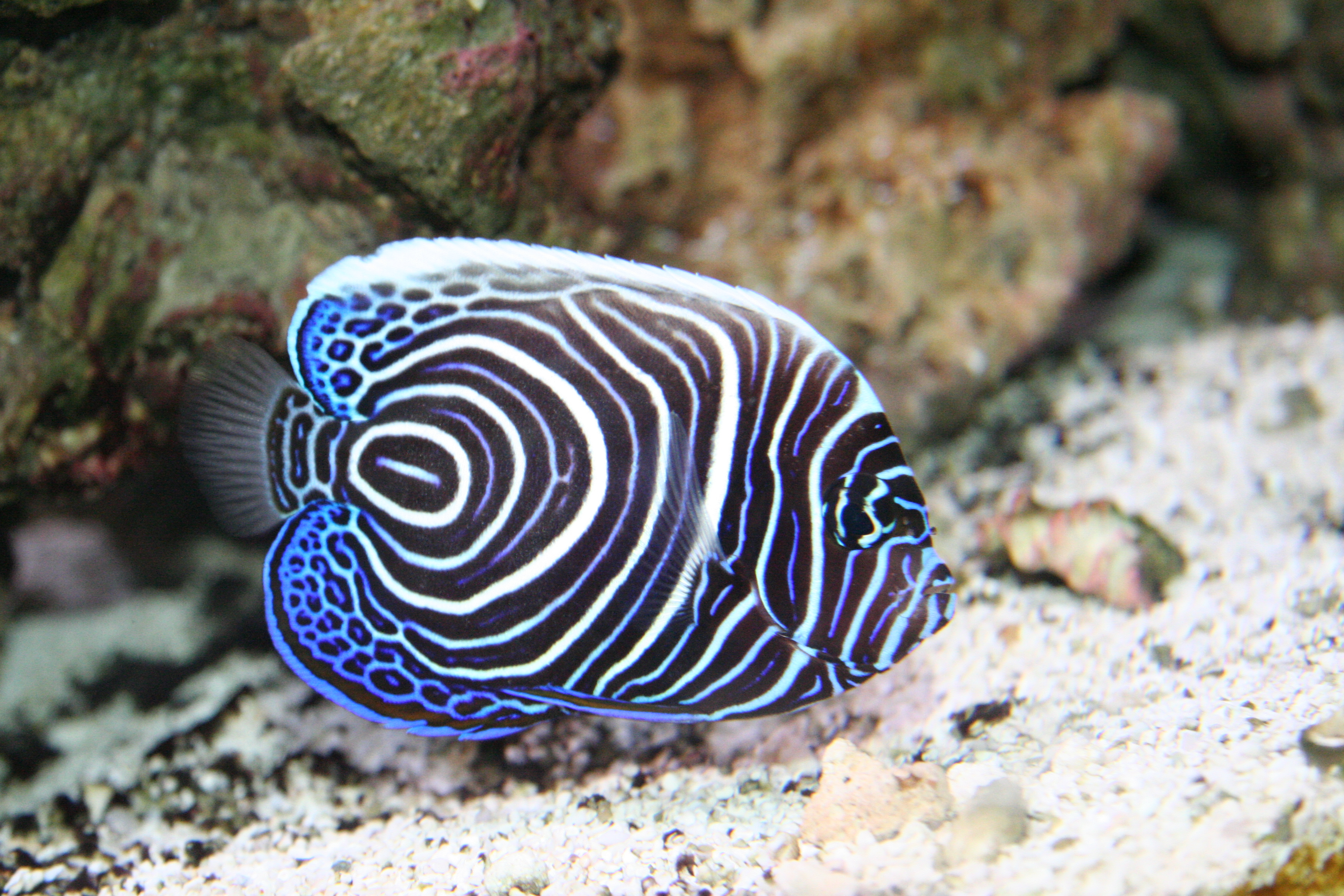
Pomacanthus imperator, ungdjur.
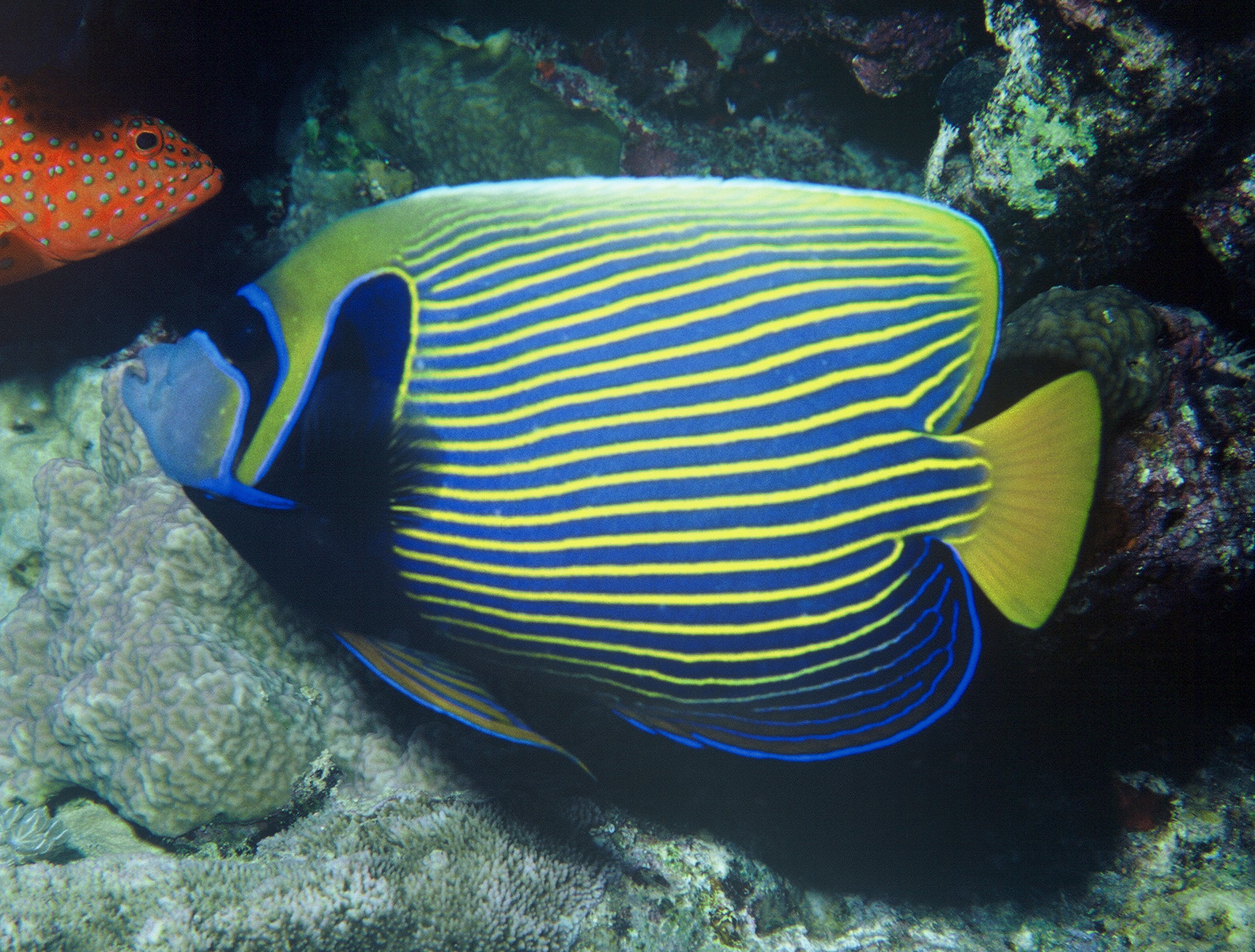
Pomacanthus imperator, vuxet exemplar.